# Tillandsia hegeri
Tillandsia hegeri är en gräsväxtart som beskrevs av Renate Ehlers. Tillandsia hegeri ingår i släktet Tillandsia och familjen Bromeliaceae. Inga underarter finns listade i Catalogue of Life.